# Lomnice nad Lužnicí
Lomnice nad Lužnicí è una città della Repubblica Ceca facente parte del distretto di Jindřichův Hradec, in Boemia Meridionale.